# Manila (pel·lícula)
Manila (La nit és meva) és una pel·lícula espanyola de thriller criminal de cinema negre del 1991 escrita i dirigida per Antonio Chavarrías, el segon que dirigia després d' Una ombra en el jardí (1989). Ha estat doblada al català.

## Sinopsi
Nico és un delinqüent poc afortunat que un dia coneix Sara, una prostituta de classe alta força atractiva que s'encapritxa d'ell. Ella treballa a un club de luxe, el club Manila, sofisticat i discret. Per tal de seduir-la freqüenta el club totes les nits, però quan la relació entre ells s'espatlla coneix Carlos, un executiu d'un banc important de Barcelona, que li proposa que hi robi uns 200 milions de pessetes pel Nadal. Nico demana ajuda a un amic seu, Pablo, per donar el cop, però no sap que Carlos i Sara tenen els seus propis plans.

## Repartiment
- Mathieu Carrière - Carlos
- Àlex Casanovas - Nico
- Laura Mañà - Sara
- Diana Sassen - Aneque
- John Melville - Mario
- Fermí Reixach - Pablo
- Luis Bazaco - Diminuto

## Premis
Als X Premis de Cinematografia de la Generalitat de Catalunya (1992) va rebre el premi al millor director (Chavarrías) i al millor actor (Casanovas).

## Producció
Es tracta d'un thriller d'influència estatunidenca i francesa amb un triangle de personatges força creïbles a la societat barcelonina, i on el director hi proposa una lectura sociopolítica basada en les ambicions, passions interessades, enganys i domini de l'home sobre l'home en un encadenament de situacions marcades per la fatalitat.